# Aérolysine
L'aérolysine est une toxine cytolitique formant des pores, produite par une bactérie pathogène (Aeromonas hydrophila) de type Gram négatif qui est généralement associée à de fortes diarrhées et aux infections dues à des plaies profondes,. L'aérolysine est exprimée sous une forme soluble (proaerolysine, structure résolue à 2.8Å) et se lie sur des glycosylphosphatidylinositol (GPI), avant d'être activé par des enzymes protéolitiques qui clivent une partie de la protéine du côté C-terminale, déclenchant l'oligomérisation, (en heptamère) et la formation d'un pore, (tonneau bêta de 3 nm de diamètre et 10 nm de hauteur) dans la membrane lipidique. La transition entre sa forme soluble et le pore inséré dans la membrane a été étudiée et démontre que l'aérolysine comporte plusieurs états intermédiaires avant son incorporation complète dans la membrane,,. Les structures du pré-pore et du pore dans un environement lipidique (dans des nanodisques) ont été élucidées à haute résolution par cryomicroscopie électronique, ce qui a permis l'identification de plusieurs interactions intramoléculaire dans les feuillets bêta et les hélices alpha ainsi que quatre points de constrictions dans le lumen du pore.

## Aérolysine comme biosenseur
L'aérolysine est également utilisée comme un biosenseur grâce à son étroit lumen et ses quatre points de constriction, qui peuvent être facilement mutés et la rendre très sensible,, pour la détection de différentes petites molécules, peptides, (cycliques), polymères,, biopolymères comme l'ADN ou l'ARN, différents types de sucres ainsi que de différents types de protéines.
L'aérolysine a aussi été utilisée comme outil pour déterminer le mécanisme d'action de la protéine Hsp70 et comme protéine pour étudier le mécanisme d'association à la membrane et de formation de pores en utilisant la diffusion harmonique de second ordre à angle résolu, permettant de quantifier l'affinité de l'aérolysine et ces différent états de transitions à des liposomes.